# Папа Целестин V
Папа Целестин V (лат. Caelestinus V; 1215 — 19. мај 1296), рођен као Пјетро Ангелерио (по неким изворима Ангеларио, Ангелијери, Ангелијеро или Ангелери), такође познат и као Пјетро да Мороне и Петар од Мороне, био је Папа током пет месеци од 5. јула до 13. децембра 1294, када се повукао. Такође је био и монах и испосник који је основао ред Целестинаца.
Изабран је за Папу Католичке цркве на последњим папским изборима пре увођења конклаве након двогодишњег застоја. Међу јединим сачуваним едиктима које је издао је потврда права папе да абдицира; готово сви остали његови званични акти су поништени од стране његовог наследника, Бонифација VIII. Недељу дана након издавања тог декрета, Целестин V се повукао, исказавши своју жељу да се врати скромном животу који је водио пре него што је постао папа. 13. децембра 1294, Целестин је најавио своје повлачење. Након тога га је његов наследник, папа Бонифације VIII затворио у замак у Фумонеу, где је умро 19. маја 1296.
1313, Целестин V је канонизован. Ниједан папа после њега није узео име „Целестин“.